# Прудентово
Прудентово (укр. Прудентове) — село,
Анновский сельский совет,
Приазовский район,
Запорожская область,
Украина. В 2022 году, во время вторжения России на Украину, село было захвачено. На данный момент находится под оккупацией ВС РФ.
Код КОАТУУ — 2324580603. Население по переписи 2001 года составляло 440 человек.

## Географическое положение
Село Прудентово находится на берегах реки Корсак,
выше по течению на расстоянии в 4,5 км расположено село Анновка,
ниже по течению на расстоянии в 2,5 км расположено село Степановка Вторая.
Река в этом месте пересыхает.

## История
- 1925 год — дата основания.